# Estación de Mâlain
La estación de Mâlain es una estación ferroviaria francesa de la línea París - Marsella, situada en la comuna de Mâlain, en el departamento de Côte-d'Or, en la región de Borgoña. Por ella transitan únicamente trenes regionales.

## Situación ferroviaria
La estación se encuentra en la línea férrea París-Marsella (PK 295,290). 

## Descripción
La estación configurada como un simple apeadero se compone de tres andenes, dos laterales y uno central, y de cuatro vías. El cambio de vías se realiza a través de un paso elevado. 

## Servicios ferroviarios

### Regionales
Los TER Borgoña enlazan las siguientes ciudades:
- Línea Les Laumes-Alésia - Dijon.
- Línea Auxerre  - Dijon.